# My American Dream
My American Dream è il terzo album in studio della cantante norvegese Frøya, pubblicato il 28 dicembre 2009 su etichetta discografica Mariann Records Norge.

## Tracce
1. Alt er så bra – 2:52
2. Kjærlighetsregn – 3:15
3. Ekte Texas-skreppe – 3:01
4. Finnes det en annen? – 2:58
5. My American Dream – 2:51
6. Du og jeg – 2:59
7. Et eventyr – 3:05
8. Lev livet med meg – 3:23
9. Kjærligheten – 3:06
10. Søte små ord – 3:07
11. Vil du vite – 3:57
12. To pina colada – 3:26
13. Rock'n'roll radio – 3:12
14. Vår dans – 3:19

## Classifiche
| Classifica (2010) | Posizione massima |
| ----------------- | ----------------- |
| Norvegia          | 1                 |